# ISO 3166-2:NR
ISO 3166-2:NR is een ISO-standaard met betrekking tot de zogenaamde geocodes. Het is een subset van de ISO 3166-2 tabel, die specifiek betrekking heeft op Nauru. 
De gegevens werden tot op 23 november 2017 geüpdatet op het ISO Online Browsing Platform (OBP). Hier worden 14 districten - district (en) / district (fr) / distric (na) – gedefinieerd.
Volgens de eerste set, ISO 3166-1, staat NR voor Nauru, het tweede gedeelte is een tweecijferig nummer.

## Codes
| Code  | Naam (Engels en Nauruaans) |
| ----- | -------------------------- |
| NR-01 | Aiwo                       |
| NR-02 | Anabar                     |
| NR-03 | Anetan                     |
| NR-04 | Anibare                    |
| NR-05 | Baitsi                     |
| NR-06 | Boe                        |
| NR-07 | Buada                      |
| NR-08 | Denigomodu                 |
| NR-09 | Ewa                        |
| NR-10 | Ijuw                       |
| NR-11 | Meneng                     |
| NR-12 | Nibok                      |
| NR-13 | Uaboe                      |
| NR-14 | Yaren                      |